# Poney de polo

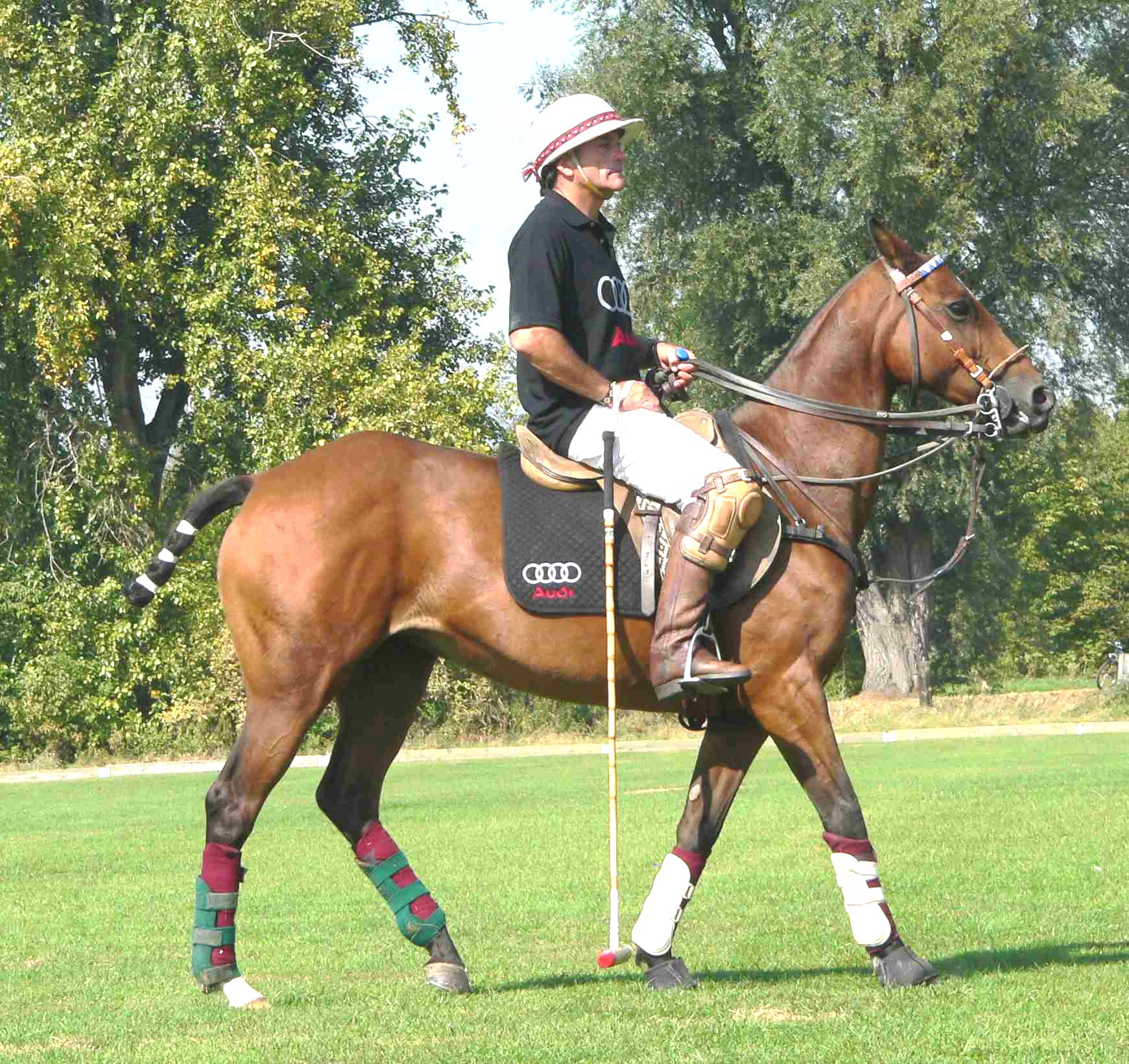
Poney de polo

Le poney de polo est un type de cheval spécifique à la pratique du polo. Historiquement, il porte toujours le nom de poney bien que sa taille puisse égaler celle d'un cheval dans la pratique moderne du sport.

## Races
Diverses races sont utilisées comme le poney de Manipur, qui est une race de poney des contreforts de l'Himalaya ou encore le cheval arabe... Aux États-Unis, les Pur-sangs et les Quarter Horse sont souvent croisés pour produire des poneys de polo, tandis que ces dernières années, les croisements de chevaux Pur-sang et de Criollo en provenance d'Argentine sont devenus populaires. En Australie, le Stock Horse australien, qui est à la base un cheval de travail, est la race la plus couramment utilisée dans le polo.